# Harold Jeffreys
Harold Jeffreys, född 22 april 1891 i Fatfield, död 18 mars 1989, brittisk matematiker som studerade flera ämnen ur ett matematiskt perspektiv, såsom astronomi, geofysik och hydrodynamik. Han var professor i astronomi och exper. filosofi vid Cambridge.
Arbetet inom geofysik ledde Jeffreys till att bli den första som föreslog att jordens kärna är flytande. Han tilldelades Murchisonmedaljen 1939 och Wollastonmedaljen 1964.
Jeffreys invaldes 1949 som utländsk ledamot nummer 862 av Kungliga Vetenskapsakademien.